# 어업수역
어업수역은 경제수역이 나타나기 전부터 영해의 연장수단으로, 또는 배타적 경제 수역의 전신으로 30여년간 주장되어 온 어업수역은 채 확립되기도 전에 별로 의미가 없게 되었다. 최소한 12해리까지는 모든 당사자에게 대항 할 수 있는 권리라고 하고, 그 이상에 대하여는 연안국이 우선적 어업권만을 갖기 때문에 제3국의 어업권을 감소시키려면 제3국과 교섭해야 한다고 하였다. 그러나 개발도상국들은 계속 우선적 어업권이 아니라 배타적 어업권을 주장하였고, 선진국들도 평등의 원칙을 적용하여 동일한 권리를 주장하였다. 이리하여 불과 몇 년 안에 어업권을 포함하여 보다 광범위한 경제적 이익을 내용으로 하는 경제수역 설정이 거의 보편화되고 말았다.
1982년 12월 10일 체결된 해양법에 관한 유엔 협약에는 어업수역에 대하여는 전혀 언급이 없다. 배타적 경제 수역을 인정하는 이상 어로수역은 큰 의미가 없기 때문이다. 어업수역이 인정되는 경우란 연안국이 배타적 경제수역을 선포하지 않고 오직 어업수역만을 선포하는 경우이다. 1979년 초기까지만해도 어업수역만을 선포한 국가가 25개국 정도나 되었다. 그러나 이런 현상은 어디까지나 잠정적이었다. 대부분의 국가들이 200해리 배타적 경제 수역을 선포하고 있으며, 어업수역은 동 수역에 포함된다고 볼 수 있다.

## 어업전관나수역
어업전관수역(漁業專管水域)은 영해를 넘어서 연안국이 어업권을 갖는 수역이다. 1962년의 국제해양법학회에서의 영해의 폭에 관한 의론 속에서 미국과 캐나다에 의한 제안에서 이 말이 사용되었다.